# Jean-Michel Lucenay
Jean-Michel Lucenay (Fort-de-France, Martinica, 25 de abril de 1978) es un deportista francés que compite en esgrima, especialista en la modalidad de espada.
Participó en los Juegos Olímpicos de Río de Janeiro 2016, obteniendo una medalla de oro en la prueba por equipos (junto con Yannick Borel, Gauthier Grumier y Daniel Jérent).
Ganó ocho medallas en el Campeonato Mundial de Esgrima entre los años 2002 y 2017, y ocho medallas en el Campeonato Europeo de Esgrima entre los años 2003 y 2016.

## Palmarés internacional
| Juegos Olímpicos   | Juegos Olímpicos        | Juegos Olímpicos  | Juegos Olímpicos   |
| Año                | Lugar                   | Medalla           | Prueba             |
| ------------------ | ----------------------- | ----------------- | ------------------ |
| 2016               | Río de Janeiro (Brasil) | Medalla de oro    | Espada por equipos |
| Campeonato Mundial |                         |                   |                    |
| Año                | Lugar                   | Medalla           | Prueba             |
| 2002               | Lisboa (Portugal)       | Medalla de oro    | Espada por equipos |
| 2009               | Antalya (Turquía)       | Medalla de oro    | Espada por equipos |
| 2010               | París (Francia)         | Medalla de oro    | Espada por equipos |
| 2010               | París (Francia)         | Medalla de bronce | Espada individual  |
| 2011               | Catania (Italia)        | Medalla de oro    | Espada por equipos |
| 2012               | Kiev (Ucrania)          | Medalla de plata  | Espada por equipos |
| 2014               | Kazán (Rusia)           | Medalla de oro    | Espada por equipos |
| 2017               | Leipzig (Alemania)      | Medalla de oro    | Espada por equipos |
| Campeonato Europeo |                         |                   |                    |
| Año                | Lugar                   | Medalla           | Prueba             |
| 2003               | Bourges (Francia)       | Medalla de oro    | Espada por equipos |
| 2008               | Kiev (Ucrania)          | Medalla de oro    | Espada por equipos |
| 2008               | Kiev (Ucrania)          | Medalla de bronce | Espada individual  |
| 2010               | Leipzig (Alemania)      | Medalla de oro    | Espada individual  |
| 2011               | Sheffield (Reino Unido) | Medalla de oro    | Espada por equipos |
| 2014               | Estrasburgo (Francia)   | Medalla de bronce | Espada individual  |
| 2016               | Toruń (Polonia)         | Medalla de oro    | Espada por equipos |
| 2016               | Toruń (Polonia)         | Medalla de bronce | Espada individual  |